# Richard Wilson Webb
Richard Wilson Webb (23. listopadu 1901, Burnham-on-Sea, Somerset – prosinec 1966) byl americký spisovatel britského původu, píšící pod pseudonymy Q. Patrick, Patrick Quentin, nebo Jonathan Stagge.

## Život
O jeho rodině, dětství a vzdělání chybí jakékoliv informace. Do USA se z Anglie vystěhoval roku 1926 (existuje domněnka, že byl homosexuálně orientován a konzervativní anglické prostředí mu nevyhovovalo) a pracoval jako výzkumník ve farmaceutické firmě ve Filadelfii. Roku 1931 napsal společně s herečkou Marthou Mott Kellyovou (1906–2005) román Cottage Sinister a vydal jej pod pseudonymem Q. Patrick. Toto jméno autorská dvojice vytvořila ze svých přezdívek Patsy+Rick a Q přidali pro zajímavost. Roku 1932 vydali společně ještě jeden román a tím jejich spolupráce skončila. Webb si pak našel novou spolupracovnici Mary Louisu White-Answellovou (1902–1984), se kterou vydal pod stejným pseudonymem další dvě knihy a jednu knihu napsal sám.
Roku 1936 požádal Webb svého přítele Hugha Callinghama Wheelera, aby se s ním podílel na tvorbě nové řady románů s hlavním hrdinou detektivem Peterem Duluthem. Společně vydaným románem A Puzzle for Fools (Záhada pro blázny) zahájili oba svou dlouholetou spolupráci, jejímž výsledkem byla celá řada knih, napsaných pod pseudonymy Q. Patrick, Patrick Quentin a Jonathan Stage. Jejich první romány mají charakter tradiční britské detektivky, pak začínají být příběhy realističtější a více psychologicky propracované. Odehrávají se obvykle v komorním rodinném prostředí, poznamenaném vzájemnou podezíravostí nejbližších lidí.
Roku 1942 získal Webb americké občanství a roku 1943 uzavřel s americkou spisovatelkou Frances Winwarovou (1900–1985) manželství, které po pěti letech skončilo. Opět existuje domněnka, že šlo pouze o manévr zastírající jeho homosexuální vztah s Wheelerem, což podporuje fakt, že oba spolu žili v domě v Monterey v Massachusetts.
Poté, co Webb začal ve 40. letech ze zdravotních důvodů omezovat svou spisovatelskou činnost, až ji počátkem 50. let zcela ukončil, pokračoval Wheeler v psaní pod zavedenými pseudonymy sám.